# 아사쿠사바시 영 양품점
《아사쿠사바시 영 양품점》은 TV 도쿄에서 1992년 4월 14일부터 1995년까지 방송되었던 TV 프로그램이다. 초창기에는 젊은 층을 대상으로 패션 등을 소개하는 방송이었으나 이후 버라이어티 방송으로 바뀌었다. 1995년에 ASAYAN으로 프로그램이 개편되었다.